# Borba Gato
Manuel de Borba Gato (São Paulo dos Campos de Piratininga, 1649 - Nossa Senhora da Conceição do Sabará, 1718) fue un bandeirante paulista. Inició sus actividades junto a su suegro, Fernão Dias Paes. Al fallecer en 1718, a la edad de 69 años, ocupaba el cargo de juez ordinario en la villa de Nossa Senhora da Conceição do Sabará. Además de explorador de minas fue un hábil administrador.